# Joseph et ses frères
Pour les articles homonymes, voir Joseph.
Pour l'opéra, voir Joseph (opéra).
Joseph et ses Frères (en allemand Joseph und seine Brüder) est une tétralogie romanesque de Thomas Mann écrite entre 1933 et 1943. Il s'agit d'une interprétation libre de l'histoire de Joseph qui figure dans la Genèse (chapitres 25 à 50), que Mann transpose, à son gré, dans la période amarnienne, sous le règne du pharaon Akhenaton. Cette œuvre considérable a été publiée en 4 volumes : Les Histoires de Jacob (1933) Le Jeune Joseph (1934), Joseph en Égypte (1936) et Joseph le nourricier (1943). Les 4 tomes ont été traduits en français par Louise Servicen et publiés par Gallimard entre 1935 et 1948. Cette écriture de longue haleine accompagne Thomas Mann au cours de son exil avec son épouse  Katia en France, en Suisse et aux États-Unis. La rédaction de cette imposante tétralogie est interrompue par de nombreux écrits de circonstances : ces travaux urgents s'imposaient du fait des nombreuses interventions publiques de Thomas Mann dans la vie politique internationale. Joseph et ses frères, considéré comme l'une des principales œuvres de la littérature allemande d'exil, a connu un succès exceptionnel.

## Résumé des 4 tomes

### Les Histoires de Jacob
Une brillante rétrospective de la genèse du genre humain, « la descente aux enfers », ouvre la tétralogie, sous la forme d'un « prélude »; Thomas Mann annonce de façon allégorique l'une des célèbre scènes de jalousie de l'Ancien Testament. Joseph, le fils préféré de Jacob, sera jeté dans un puits par ses dix frères et demi-frères. Il ne sera sauvé in extremis que par sa vente à une caravane d'Ismaélites en route vers l'Égypte, grâce aux interventions de Ruben et Juda. Cet épisode resterait incompréhensible si l'on ne fait pas d'abord connaissance avec Jacob, fils d'Isaac et de Rebecca, le troisième patriarche s l'Ancien Testament. L'écrivain s'attarde sur les rapports privilégiés de Jacob avec son 11ème fils,  né tardivement de sa femme bien-aimée, sa cousine Rachel, Joseph. L'écrivain revient sur la jeunesse de Jacob, qui avait abusé de la confiance de son père Isaac en se faisant prendre, avec la complicité de sa mère Rebecca, pour son frère jumeau « ainé », Esaü , le chasseur. Craignant les représailles familiales, Jacob quitte le foyer de son père Isaac, Beersheba, s'exile et s'enfuit chez son oncle Laban, dans le pays d'Haran, au-delà de l'Euphrate. Il s'éprend de sa cousine Rachel, mais doit aussi s'accomoder des avances de l'ainée, Léa; Jacob aura 12 garçons et une fille, Dinah, avec les deux sœurs et leurs servantes, Zilpa et Bilha. Par son travail, Jacob contribue à l'immense  prospérité de son oncle, mais il ne pourra prendre son indépendance avec sa nombreuse lignée qu'après plus de 15 ans, à la suite de marchandages ardus avec le retors Laban. Dans une scène mystique, il lutte avec l'ange du Dieu unique qui le rend boiteux, mais lui donne son nom : Israël. Jacob avait déjà bénéficié de la vision nocturne de l'échelle des anges qui conduit au paradis. Réconcilié avec son frère Esaü, il franchit le Jourdain et poursuit avec succès ses activités de berger près de Sichem. Cette vie pacifique sera perturbée par le viol de sa jeune fille Dinah, victime des Sichemites : ils subiront les représailles qui s'imposent de la part de Jacob et ses fils. Le décor humain de cette saga biblique est planté avec brio par Thomas Mann qui prend quelque liberté avec la chronologie et les personnages des chapitres 25 à 30 de la Genèse, créativité du romancier oblige. 
L'écrivain répartit les évènements relatés par la Bible, à son gré, en 7 parties de longueurs inégales. Son innovation romanesque vise d'abord à mettre en lumière la psychologie des personnages, leurs interactions évolutives et leurs motivations profondes.

### Le Jeune Joseph
La liberté de l'écrivain face au texte de l'Ancien Testament ne se dément pas puisqu'il évoque « Thot », dieu égyptien qui survivra dans Hermès et Mercure, dès le premier chapitre. Thomas Mann souligne la beauté de Joseph, sa familiarité avec le monde des rêves et l'enseignement du zodiaque. Un nouveau retour sur le passé s'impose encore pour comprendre le cheminement religieux du premier patriarche, Abraham : malgré les dangers et les tentations, il a répondu à l'appel du Dieu unique et a choisi le chemin de l'exil en passant par Haran, avant de rejoindre Canaan. L'essentiel pour l'écrivain repose néanmoins sur les relations particulières que Joseph entretient avec chacun de ses frères ou demi-frères, d'une part, et avec son père Jacob, d'autre part. Les dons oniriques de Joseph, les faveurs de Jacob, sa propre naïveté, exacerbent la jalousie au sein de la fratrie. Joseph est effectivement menacé de mort par l'ensemble des frères, qu'il est allé rencontrer à Dotan. Il sera jeté finalement dans une fosse à la demande du seul  Ruben; la chance va pourtant lui sourire. Des Madianites de passage le tirent de son puits et cherchent à en tirer profit, ce qu'avait d'ailleurs proposé Juda. Des Ismaéliens  en route vers l'Égypte  se voient proposer un nouvel esclave en la personne du jeune Joseph. Alors s'engage l’extraordinaire marchandage sur le « prix » de Joseph au chapitre VI. La vente est finalement conclue par le « vieillard madianite » qui le sauve d'une mort certaine. De retour, près de Jacob, les « frères » de Joseph s'enfoncent dans une tromperie collective : Joseph, le fils préféré de Jacob aurait été dévoré par une bête sauvage, comme le démontre sa tunique d'apparat ensanglantée. Prisonniers de leur mensonge, il ne leur reste plus qu'à se joindre d'un commun accord aux lamentations de Jacob, le père inconsolable de la mort de Joseph.
Sept courts chapitres structurent cette narration qui reste proche du texte biblique, même si les différents caractères des dix frères sont désormais quelque peu « forcés ».

### Joseph en Égypte
La caravane d'Ismaélites descend vers l'Égypte, dépasse Séphéla, Ascalon, Gaza, traverse les lacs salés puis parvient au fort de Tsell, "l'entrée au Schéol", frontière des terres du pharaon. C'est l'occasion pour Thomas Mann de  souligner le changement de culture : la bureaucratie règne en maître parmi les innombrables fonctionnaires et scribes  royaux. Après bien des tracasseries, la caravane poursuit sa route vers les Pyramides, longe le Nil et parvient à Thèbes. Certains Ismaélites, qui ont mené les négociations commerciales à propos de leur esclave Joseph, se sont pris d'amitié pour le jeune Hébreux. Parvenu à Thèbes, ils le « cèdent" à  l'intendant de Putiphar-Pétépré, général des gardes de pharaon, Mont-kav. L'esclave étranger Joseph-Ousarsiph va peu à peu s'insérer dans ce milieu égyptien hiérarchisé et fait connaissance des « aieuls fraternels », Houi et Toui, parents de Mout, des nains Doudou et Zezet et d'autres familiers de la maison du chef des gardes de pharaon. Joseph progresse lentement dans les échelons jusqu'à devenir conteur, puis lecteur attitré. Gagnant la confiance de Mont-Kav, il devient une sorte d'intendant-adjoint, en relation avec les différents scribes spécialisés. Il apprend ainsi les affaires à la mode égyptienne, ce qui ravit Mont-Kav et même Putiphar. Il ne s'agit plus seulement de gérér le bétail, mais aussi d'administrer de riches productions agricoles le long du Nil fertile. La beauté du jeune Joseph n'échappe pas à la séduction de Mout, la femme jalouse de Putiphar qui parait quelque peu délaissée. Par prudence, sagesse ou habitude, Joseph veille sur sa propre chasteté et néglige les avances de l'épouse délaissée. C'était sans compter la jalousie de l'intrigante Mout, qui prétend avoir été violentée par le jeune esclave étranger. Pour une seconde fois, Joseph va être injustement  jeté dans la « fosse » pour cause de convoitise et de mensonge.
Cette fois encore, l'écrivain va répartir symboliquement son récit biblique en 7 chapitres fort bien équilibrés, plus longs que dans les deux premiers volumes, mais divisés en paragraphes aux titres explicites.

### Joseph le nourricier
Joseph n'est pas seul dans sa prison. Il y retrouve l'échanson et grand panetier du pharaon qui vont recourir, avec succès et ingratitude, à ses propres qualités de devin. Thomas Mann situe le roman à l'époque du Nouvel Empire aux environs de 1.500 avant J.C. Il se trouve qu'Akhenaton-Amenhotep IV a lui aussi fait 2 songes qui le perturbent fortement. L'adorateur du Dieu-soleil unique n'a que 17 ans et il a sollicité ses conseillers et son épouse Nefertiti, sans résultat satisfaisant. Joseph va leur expliquer la signification de ces rêves prémonitoires, où se succèdent 7 vaches grasses et 7 vaches maigres. Selon Joseph, ces allégories oniriques prédisent 7 années de bonnes récoltes, suivies de 7 années de disette en Égypte. Reconnu pour sa sagesse, Joseph, l'ancien esclave hébreux, l'intendant-adjoint de Putiphar, bénéficie d'une promotion fulgurante et devient une sorte de ministre de l'économie et du travail de l'empire d'Akhénaton. Il fait remplir les greniers royaux et redistribue le blé pendant les années de famine à la population égyptienne. Sa lucidité en matière d'économie politique va plus loin. Il impose à l'avenir un partage des récoltes avec le pharaon  et place peu à peu l'administration des terres d’Égypte sous une tutelle centrale, ce qui accroit le pouvoir et la richesse de pharaon. C'est dans ce contexte que les dix frères et demi-frères de Joseph, victimes d'une disette en Canaan, viennent solliciter un secours Joseph ne se dévoile pas, mais retient Siméon prisonnier et exige la présence de Benjamin, en refusant le paiement du froment qu'il a livré à ses frères.  Après cette première mise à  l'épreuve, Joseph veut faire croire  à un vol de la vaisselle royale : il fait enfermer secrètement une coupe d'argent dans les bagages de Benjamin que Jacob a finalement laissé venir en Égypte. Seul Juda ne se désolidarisera pas du dernier des fils de Jacob, qui est accusé à tort, puis exprime une supplique pour compte commun. Conscient de leur changement progressif d'esprit, Joseph pardonne à tous ses frères à condition qu'ils reconnaissent leurs intentions criminelles à son égard et leur mensonge collectif auquel leur père Jacob a cru. Joseph presse Jacob de venir le rejoindre en Égypte. À la veille de sa mort, Jacob bénit Epraïm et Manassé, les deux fils que Joseph a eu avec la fille d'un prêtre de Saïs, l'égyptienne Asnat. Ces deux « batards », nés en Égypte de mère non-juive, figureront pourtant parmi les chefs des 12 tribus d'Israël, comme les autres fils du troisième patriarche. Entre-temps, les descendants de Jacob et de Joseph s'installent, sous la direction de Juda, dans le riche pays de Goshen où ils resteront jusqu'à l'exode conduite pa Moïse. Jacob et Joseph voudront pourtant être enterrés en terre d'Israël.
Comme dans les trois premiers volumes, le dernier tome de Joseph et ses frères est réparti en 7 chapitres, eux-mêmes divisés en paragraphes assez courts.Au delà de ses intentions romanesques, Thomas Mann respecte jusqu'à la fin le symbolisme numérique de l'Ancien Testament.

## Commentaires et Interprétations
La tétralogie de Joseph est indissociable de l'expérience de vie de Thomas Mann et de sa famille. Thomas avait entrepris avec Katia un long voyage en Égypte qui les avait conduits au Caire, Louxor et Assouan, avant de revenir en Europe par la Palestine, au premier trimestre de 1930.La famille Mann est contrainte à l'exil après la prise de pouvoir des nazis en Allemagne, en 1933. L'écrivain va devenir un étranger déchu de sa nationalité allemande en France, en Suisse, puis aux États-Unis. Il ne bénéficiera provisoirement que d'un passeport tchèque, puis de la nationalité américaine, à partir de 1944. Thomas Mann éprouve le besoin de ne pas se couper de ses racines culturelles auxquelles il est viscéralement attaché.  Il va par ailleurs se heurter à de grandes incertitudes et à des difficultés financières auxquelles il n'est pas préparé. Le soutien nécessaire à ses enfants, sa famille et à ses proches le transformera, lui aussi, en indispensable "nourricier". Au delà de ces considérations générales, le véritable enjeu du roman concerne le pardon accordé aux criminels et met en scène l'enjeu d'une réconciliation future, entre "frères" ennemis.
Partant du texte de la Genèse et profitant des conseils donnés par le philologue hongrois et historien des religions Karoly Kereniy, célèbre auteur de "La Religion antique" et proche de Carl Gustav Jung, Thomas Mann donne libre cours à son imagination créatrice.Il se sent à l'aise dans ce mlieu aux relations complexes auquel il ajoute quelques intrigues supplémentaires. Il n'hésite pas à déplacer certains évènements bibliques  (le viol de Dinah par le Sichémite, les extases de Jacob, Juda et sa belle-fiile Tamar, ... ) pour les besoins du roman. Le choix du pharaon, Akhénaton, inventeur de l'éphémère monothéisme de la civilisation égyptienne à l'époque du Nouvel Empire, selon la classification de l'égyptologie allemande. La création de personnages fictifs (les ancètres fraternels Houi et Toui, les nains Doudou et Zezet, ...) ou leur singularisation " ad nutum" (Mont-Kav, le pharaon Akhénaton, ...) donne un relief original à son récit romancé. Les préoccupations sociales et financières sont largement présentes aux plans micro- et macro-économiques. Il y a d'abord les étonnants marchandages de Jacob avec son beau-père, le cupide Laban; par la suite, d'habiles négociations financières  concernent la vente de l'esclave Joseph entre Masianites et Ismaélites. Enfin, le va-et-vient des rétributions destinées à Joseph, intendant de Pharaon, par Jacob et ses fils en contrepartie d'un secours alimentaire constituent un modèle économique de dons et contre-dons.Joseph s'illustre dans la gestion des stocks et des finances de pharaon, introduisant notamment le droit de partage sur les récoltes, ce que la bureaucratie financière égyptienne ne manquera pas de pérenniser ... Dans tous les cas, l'écrivain conserve une distance ironique par rapport aux nombreux personnages, ce qui n'empêche pas de deviner ses préférences. Il s'agit de vieilles habitudes  contractées depuis qu'il écrit des romans à contexte historique.
Le dernier volume, rédigé à Pacific Palisades pendant la guerre, fournit la clef de la tétralogie. Joseph, l'homme honnête et compétent, progresse peu à peu grâce à son talent, malgré les injustices ou les coups que lui inflige son rude destin. Victime de la haine et de la violence de ses "frères", il est prêt à leur pardonner, mais sous certaines  conditions clairement explicitées. Il faut d'abord que les auteurs reconnaissent tous leurs intentions criminelles, qui correspondent d'ailleurs à des degrés variables de responsabilité personnelle. Ruben a évité sa mort immédiate en le faisant jeter dans un puits. Juda en a organisé la vente. Il faut ensuite que celui qui aurait pu être leur bouc-émissaire, Benjamin, soit clairement exonéré de toute faute par les véritables criminels. Enfin, la vérité doit être reconstituée, reconnue et manifestée, en particulier auprès de Jacob qui en a été la principale victime.Il faut que le mal se transforme, sans violence, en bien : la convoitise et le mensonge en amour et vérité. A l'issue de ce processus de régénération morale préalable et nécessaire, Joseph accueille généreusement son peuple dans le riche pays de Goschen. Pour autant, Joseph ne renie pas ses propres racines; comme son père, il souhaite être enterré en Canaan. Ainsi dans le monde à venir, ses deux fils feront partie des chefs des 12 tribus d'Israel, comme en a décidé Jacob en leur accordant une bénédiction particulière; le troisième patriarche rend, avec l'aide de son fils préféré,Joseph, une réconciliation possible entre les descendants des frères ennemis, dont Juda, déjà éprouvé par le comportement de sa belle-fille Tamar, sera le "primus inter pares". 
Placé entre La Montagne Magique et Le Docteur Faustus, Joseph et ses frères donne l'occasion à Thomas Mann de tisser des liens intimes et captivants entre sa propre expérience et les évènements dramatiques de son temps.